# Epeolus schummeli
Epeolus schummeli är en biart som beskrevs av Friedrich von Schilling 1849. Epeolus schummeli ingår i släktet filtbin, och familjen långtungebin. Inga underarter finns listade i Catalogue of Life.